# Epicauta teresa
Epicauta teresa là một loài bọ cánh cứng trong họ Meloidae. Loài này được Mathieu miêu tả khoa học năm 1983.